# Ornatos Violeta
Ornatos Violeta est un groupe portugais de rock indépendant, originaire de Porto. Le groupe, dont le style musical comporte quelques autres tendances comme le ska, est composé par Manel Cruz (voix), Nuno Prata (basse), Peixe (guitare), Kinörm (batterie) et Elísio Donas (clavier). Ils font quelques réapparitions sporadiques en 2020 et 2021.
Avec seulement deux albums publiés, ils deviennent rapidement une référence dans la musique portugaise de la fin des années 1990, bien que la portion de leur carrière correspondant à leur plus grand succès n'ait duré que trois ans environ, avec la séparation des membres du groupe.

## Histoire

### Période initiale
Ornatos Violeta se forment en 1991. À cette période, ils participent au 7° Concurso de Música Moderna au Rock Rendez Vous. En 1997, ils sortent Cão!, leur premier album - qui comprend la chanson Letra S, en duo avec Manuela Azevedo, chanteuse des Clã - un disque où pour la première fois se démontre la disponibilité du groupe d'explorer un son mixte, avec le style spécifique d'écriture de Cruz, pour le plaisir de leurs nombreux nouveaux fans, et de la plus grande partie de la critique musicale nationale. L'année suivante, dans le contexte de l'Expo 98, ils collaborent à l'ensemble Tejo Beat, dans lequel participent aussi Boss AC, Blasted Mechanism, Zen et Flood, avec le morceau Tempo a Nascer.
Leur dernier album, O monstro precisa de amigos, est publié en 2000, démontrant une production plus méticuleuse, et de façon générale, un style moins actif et plus contenu. Se trouvaient dans cet album les singles Ouvi dizer, en duo avec Vitor Espadinha, et Capitão romance, avec Gordon Gano, chanteur des Violent Femmes. C'est toujours la même année qu'ils ont collaboré dans le disque XX Anos XX Bandas, une reconnaissance des 20 ans des Xutos & Pontapés avec une version du morceau Circo de Feras.
Après quelques spéculations sur l'avenir du groupe, les Ornatos Violeta prennent fin en 2002, période durant laquelle il connait une popularité sans précédent,. Heureusement pour les fans, vinrent ensuite les Pluto, un groupe de rock légèrement plus traditionnel, qui comprend dans sa formation, comme chanteur et guitariste secondaire Manel Cruz, et comme guitariste principal Peixe.

### Retour
En 2011 sort une réédition de leurs deux albums Cão et Monstro Precisa de Amigos en un triple-album intitulé Inéditos e raridades, qui comprend des morceaux comme Dez lamurias por gole, Tempo de nascer (de l'ensemble Tejo Beat en 1998), Circo de feras (de l'album dédié à Xutos & Pontapés sorti en 1999), et Marta (face B de Ouvi dizer). Il comprend les inédits Como afundar, Há-de encarnar, Devagar, Rio de raiva et Pára-me agora.
Le 9 février 2012, après une décennie d'inactivité, le groupe annonce trois concerts, une au Coliseus de Lisbonne, à Porto et Micaelense (Ponta Delgada). Le 7 mars 2012, ils jouent au Festival Paredes de Coura 2012.

## Discographie
- 1997 : Cão
- 1999 : O Monstro precisa de amigos
- 2011 : Inéditos e raridades